# Eric Kraan
Eric Rijk Kraan Osmanchuk (Mexico-Stad, 10 december 1971) is een Mexicaans voormalig langebaanschaatser en de huidige houder van Mexicaanse records op de 1500, 3000, 5000 en 10.000 meter.
Tijdens zijn langebaanschaatscarrière nam hij twee keer deel aan het Continentale kampioenschap voor Noord-Amerika & Oceanië, in 2003 werd Kraan dertiende in het eindklassement. Ook nam hij verschillende seizoenen deel aan de Wereldbeker, de beste prestatie hierbij van Kraan is een tweeënzestigste plaats in het seizoen 2002-2003.
Tegenwoordig is hij een ondernemer, Kraan woont in de Verenigde Staten en is daar mede-eigenaar van the SkateNow shop. Ook beheert hij, samen met zijn vrouw, de SkateNow Skate School om het inline-skaten in Salt Lake City te promoten. Ze hebben verschillende routes uitgestippeld en organiseren vaak races en toertochten voor inline-skaters.

## Persoonlijke records
| Afstand      | Tijd      | Datum            | Baan           |
| ------------ | --------- | ---------------- | -------------- |
| 500 meter    | 41,18     | 12 december 2003 | Salt Lake City |
| 1000 meter   | 1.22,03   | 20 november 2005 | Salt Lake City |
| 1500 meter   | 0 2.08,32 | 15 november 2003 | Salt Lake City |
| 3000 meter   | 0 4.37,02 | 15 januari 2005  | Salt Lake City |
| 5000 meter   | 0 8.12,17 | 3 januari 2004   | Salt Lake City |
| 10.000 meter | 16.56,77  | 10 december 2005 | Salt Lake City |

## Resultaten
| Jaar | CK N-Amerika         | Wereldbeker                                 |
| ---- | -------------------- | ------------------------------------------- |
| 2003 | NC13 (13, 13, 13, -) | 0p 100m 62e 500m 0p 1000m 0p 1500m          |
| 2004 | NC14 (14, 14, ns, -) | 0p 100m 0p 500m 0p 1000m 0p 1500m 0p 5k/10k |
| 2005 |                      |                                             |
| 2006 |                      | 0p 500m 0p 1000m                            |

- = geen deelname
0p = wel deelgenomen, maar geen punten behaald
NS = niet gestart
NC# = niet gekwalificeerd voor de laatste afstand, maar wel als #e geklasseerd in de eindrangschikking
(#, #, #, #) = afstandspositie op allroundtoernooi (500m, 5000m, 1500m, 10000m)